# That's What Friends Are For
"That's What Friends Are For" là một ca khúc do Burt Bacharach và Carole Bayer Sager viết nhạc. Bài hát lần đầu được Rod Stewart thu âm năm 1982 cho nhạc phim Night Shift, nhưng được biết đến rộng rãi hơn cho phiên bản làm lại năm 1985 của Dionne Warwick và bạn bè (Elton John, Stevie Wonder và Gladys Knight). Ca khúc đã đoạt giải Grammy cho Trình diễn Song ca/Nhóm nhạc giọng pop xuất sắc nhất và Bài hát của năm năm 1987.